# Älvstrandsgymnasiet
Älvstrandsgymnasiet är en gymnasieskola i Hagfors, Värmland. Älvstranden har 10 gymnasieprogram. Det är en skola med cirka 500 elever. I augusti 2010 ska Älvstranden Bildningscentrum. Den nya skolan kommer även att innefatta grundskola.